# Szelepicha (stacja metra linii Bolszej Kolcewej)
Szelepicha (ros. Шелепиха) – stacja linii Bolszej Kolcewej metra moskiewskiego, znajdująca się w centralnym okręgu administracyjnym Moskwy w rejonie Priesnienskim (Пресненский). Otwarcie miało miejsce 26 lutego 2018 roku.
Stacja trójnawowa typu płytkiego kolumnowego z peronem wyspowym położona jest na głębokości 18 metrów. Stacja umożliwia przesiadkę na stację o tej samej nazwie moskiewskiego pierścienia centralnego.